# Rudolf Ril
Rudolf Fridrichowicz Ril, ros. Рудольф Фридрихович Риль (ur. w 1 grudnia 1907 r. w Samarze, zm. 3 marca 1947) – sowiecki wojskowy (major), współpracownik Abwehry, a następnie dowódca Rosyjskiej Narodowej Armii Ludowej podczas II wojny światowej.
W 1925 r. ukończył szkołę średnią. Od 1928 r. służył w Armii Czerwonej. Przeszedł pułkową szkołę młodszych oficerów, a następnie moskiewską szkołę artyleryjską. W 1931 r. wstąpił do Wszechzwiązkowej Partii Komunistycznej (bolszewików). Od 1934 r. pełnił funkcję dowódcy szkoleniowego pułku. W 1935 r. został zastępcą dowódcy baterii artylerii. W 1936 r. awansował do stopnia porucznika. W 1939 r. ukończył Akademię Wojskową im. M. Frunzego. Został w stopniu kapitana zastępcą dowódcy pułku. Następnie objął funkcję szefa sztabu korpusu artyleryjskiego. Od 1940 r. w stopniu majora stał na czele 1 oddziału operacyjnego wydziału artyleryjskiego Uralskiego Okręgu Wojskowego. Po ataku wojsk niemieckich na ZSRR 22 czerwca 1941 r., został 14 września tego roku szefem oddziału operacyjnego 22 Armii. Jesienią dostał się do niewoli. Wkrótce podjął współpracę z Abwehrą. Działał w Wiebsku. Pod koniec 1942 r. w stopniu podpułkownika objął na krótko dowództwo Rosyjskiej Narodowej Armii Ludowej (RNNA). Był zwolennikiem rozwinięcia RNNA w narodową armię rosyjską jako sojuszniczą siłę wojskową armii niemieckiej. Przeciwnikiem tej koncepcji byli jednak Niemcy, którzy przejęli faktyczne kierownictwo nad RNNA. Po przejściu na stronę partyzantów kilkuset żołnierzy RNNA ppłk R. F. Ril na pocz. 1943 r. został odwołany do Berlina.
Został internowany przez Amerykanów w Innsbrucku, a 19 maja 1945 roku został zabrany do obozu jenieckiego w Augsburgu. 1 sierpnia 1945 roku został przeniesiony do obozu w Seckenheim, a 2 października 1945 roku do amerykańskiego obozu Oberussel w pobliżu Frankfurtu nad Menem, gdzie był wykorzystywany wywiadowczo przez amerykańskich oficerów wywiadu. Po zakończeniu przesłuchań został przymusowo przeniesiony do radzieckiej strefy okupacyjnej w marcu 1946 roku. 31 grudnia 1946 roku sąd wojskowy Moskiewskiego Okręgu Wojskowego skazał go na karę śmierci za zdradę stanu na podstawie artykułu 58-1b Kodeksu karnego RFSRR, a 3 marca 1947 roku został stracony w Moskwie.